# Lapeirousia schimperi
Lapeirousia schimperi är en irisväxtart som först beskrevs av Paul Friedrich August Ascherson och Friedrich Wilhelm Klatt, och fick sitt nu gällande namn av Milne-redh. Lapeirousia schimperi ingår i släktet Lapeirousia och familjen irisväxter. Inga underarter finns listade i Catalogue of Life.